# Ирска на Европском првенству у атлетици у дворани 1974.
Ирска је после два пропуштена европска првенства у дворани учествовала на 5. Европском првенству у дворани одржаном у Гетеборгу, (Шведска), 9. и 10. марта 1974. Репрезентацију Ирске у њеном трећем учешћу на првенствима у дворани представљао је 1 атлетичар који се такмичио  у скоку увис.
На овом првенству Ирска није освојила ниједну медаљу.
У табели успешности (према броју и пласману такмичара који су учествовали у финалним такмичењима (првих 8 такмичара)) од 25 земаља учесница Луксембург, Аустрија и Ирска нису имале ниједног финалисту.

## Резултати

### Мушкарци
| Атлетичар  | Дисциплина | Лични рекорд | Квалификације | Квалификације | Полуфинале | Полуфинале | Финале   | Финале   | Детаљи |
| Атлетичар  | Дисциплина | Лични рекорд | Резултат      | Место         | Резултат   | Место      | Резултат | Место    | Детаљи |
| ---------- | ---------- | ------------ | ------------- | ------------- | ---------- | ---------- | -------- | -------- | ------ |
| Џим Фанинг | скок увис  |              |               |               |            |            | 1,90     | 23. / 23 | [ 1 ]  |

## Биланс медаља Ирске после 5. Европског првенства у дворани 1970—1974.
|     | ЕП     |   |   |   |   | УП   |
| 1.  | 1970.  | 0 | 1 | 0 | 1 | =10. |
| 2.  | 1971.  | 0 | 0 | 0 | 0 | 13.  |
| 3.  | 1972.  | 0 | 0 | 0 | 0 | =14. |
| 4.  | 1973.  | 0 | 0 | 0 | 0 | *18. |
| 5.  | 1974.  | 0 | 0 | 0 | 0 | 20.  |
| 1-5 | Укупно | 0 | 1 | 0 | 1 | 20.  |
| --- | ------ | - | - | - | - | ---- |

|                                        | ЕП                                     |                                        |                                        |                                        |                                        | УП                                     |
| Није било вишеструких освајача медаља. | Није било вишеструких освајача медаља. | Није било вишеструких освајача медаља. | Није било вишеструких освајача медаља. | Није било вишеструких освајача медаља. | Није било вишеструких освајача медаља. | Није било вишеструких освајача медаља. |
| -------------------------------------- | -------------------------------------- | -------------------------------------- | -------------------------------------- | -------------------------------------- | -------------------------------------- | -------------------------------------- |